# 딥 락 갤럭틱
딥 락 갤럭틱(Deep Rock Galactic)은 덴마크의 스튜디오 고스트 십 게임즈에서 개발하고 커피 스테인 퍼블리싱에서 배급한 협동 1인칭 슈팅 비디오 게임이다. 딥 락 갤럭틱은 2018년 2월 28일 앞서 해보기 출시 후 2020년 5월 13일에 마이크로소프트 윈도우와 엑스박스 원으로 정식 출시되었다. 이후 이 게임은 2022년 1월에 플레이스테이션 4와 플레이스테이션 5로 출시되었고, 2022년 9월에는 엑스박스 시리즈 X/S로 출시되었다.
딥 락 갤럭틱은 외계 행성 혹세스 4에서 진행되며, 이 행성의 동굴은 광물이 풍부하지만 적대적인 야생 동물과 위험한 환경으로 가득하다. 플레이어는 혹세스 4의 동굴로 직원을 보내 자원을 추출하는 성간 채굴 기업 딥 락 갤럭틱에 고용된 드워프 광부를 조작한다. 플레이어는 최대 3명의 다른 드워프와 팀을 이루어 행성 미션에 참여할 수 있으며, 절차적으로 생성된 동굴을 탐색하고 외계 무리와 싸우면서 목표를 완료해야 한다.
이 게임은 비평가들로부터 긍정적인 평가를 받았으며, 클래스 기반 게임플레이와 분위기에 대한 찬사가 많았다. 2024년 1월 기준으로 이 게임은 8백만 장 이상 판매되었으며, 2020년 11월부터 엑스박스 게임 패스 구독 서비스의 일부였다. 출시된 달에는 플레이스테이션 플러스 구독자들도 이용할 수 있었다.

## 게임플레이
딥 락 갤럭틱은 협동 1인칭 슈팅 게임이다. 게임플레이는 주로 완전히 파괴 가능하고 절차적으로 생성된 동굴 시스템에서 진행되는 미션을 중심으로 이루어진다. 각 동굴은 선택된 생물군계와 미션 유형에 따라 다양한 지형 생성, 목표, 위험 및 적이 있다. 궤도 낙하 포드를 통해 동굴에 착륙하면 플레이어는 자원 채굴 또는 버려진 장비 수리와 같은 미션 목표를 완료해야 한다. 목표를 완료하는 동안 적대적인 외계인과 싸우고 제한된 탄약 공급을 관리하며 동굴을 탐색해야 한다. 목표가 완료되면 플레이어는 탈출 포드로 동굴을 다시 탐색하여 안전하게 탈출하고 수집된 모든 자원을 가지고 나가는 추출 시퀀스를 시작할 수 있다. 추가 크레딧과 경험치를 제공하는 선택적 보조 목표(예: 특정 개체 수집 또는 고유한 광물 충분히 채굴)도 가능하다.
플레이어는 미션을 혼자 또는 최대 3명의 다른 플레이어와 함께 플레이할 수 있다. 각 미션을 시작하기 전에 플레이어는 스카우트, 엔지니어, 거너, 드릴러의 네 가지 플레이 가능한 클래스 중 하나를 선택한다. 각 클래스는 고유한 무기와 도구 구성을 가지고 있어 전투 및 탐색에서 다양한 능력을 제공한다. 이러한 다양한 능력이 상호 작용하는 방식을 활용하기 위해 함께 작업하면 팀은 동굴을 더 효율적으로 탐색하고 목표를 완료하며 적과 싸울 수 있다. 예를 들어 엔지니어 클래스는 벽에 플랫폼을 놓을 수 있고 스카우트 클래스는 개인용 갈고리가 있다. 벽 높은 곳에 도달하기 어려운 광물 매장량을 채굴하기 위해 엔지니어는 매장량 아래에 플랫폼을 놓고 스카우트는 플랫폼 위로 갈고리를 사용하여 안전하게 매장량을 채굴할 수 있다. 혼자 플레이할 때 플레이어는 목표와 전투를 돕는 BOSCO라는 로봇과 함께 갈 수 있다.
이 게임은 미션에서 얻은 크레딧과 제작 광물을 사용하여 구매할 수 있는 새로운 무기, 장비 업그레이드, 꾸미기 아이템과 같은 다양한 진행 시스템을 갖추고 있다. 도전 과제를 완료하면 플레이어는 특전도 얻을 수 있다. 이 특전은 드워프에게 달리기 속도 증가와 같은 추가 능력을 제공한다. 2021년부터 플레이어는 무료 배틀 패스 시스템을 통해 아이템을 잠금 해제할 수 있는 시즌 이벤트가 열렸다. 플레이어는 미션 외부에서 언제든지 활성 시즌을 전환할 수 있으며, 활성 시즌이 없는 경우도 포함된다. 각 시즌에 포함된 모든 고유한 보상은 해당 시즌을 플레이하여 얻을 수 있다.

### 게임 모드
딥 락 갤럭틱에는 게임 내에서 미션이라고도 불리는 총 9개의 게임 모드가 있다.
- 채광 탐사: 첫 번째 미션 유형으로, 플레이어는 일정량의 광물인 모카이트를 채굴하고 추출해야 한다.
- 알 사냥: 동굴 주변에 유기적인 외계 물질 주머니가 생성되어 플레이어가 수집하고 예금해야 하는 알을 품고 있다. 알을 추출하면 적들의 파도가 트리거될 수 있다.
- 현장 정제: 액체 모카이트 우물은 중앙 파이프라인을 통해 중앙 정제소에 연결되어 정제소가 가득 찰 때까지 펌핑해야 하며, 플레이어는 시간 초과 실패 동안 파이프라인을 수리해야 한다.
- 구조 작전: 이전에 탐험한 동굴에서 진행되며, 플레이어는 이전 채굴 팀이 남겨둔 저장 로봇과 버려진 낙하 포드를 수리하여 추출해야 한다.
- 점 추출: 플레이어가 스폰하는 동굴에 중앙 플랫폼이 떨어지고(일반적인 로봇 팩 노새를 대체), 플레이어는 동굴 벽에 박혀 있는 크고 밝은 파란색 보석을 수집, 운반 및 예금해야 한다.
- 심층 탐색: 시즌 5 업데이트에서 추가되었으며, 플레이어는 지하 깊은 곳의 결정에서 발견되는 귀중한 모카이트 씨앗을 찾아 채굴해야 한다. 위치를 정확히 파악하기 위해 플레이어는 공명 결정체를 찾아 그 위에 스캐너를 건설해야 한다. 다음은 드릴레이터라는 수직 드릴을 혹세스 4의 적대적인 생명체로부터 보호해야 하는 호송 단계이다. 드릴레이터는 결정체로 드릴링하는 동안 보호해야 한다. 결정체에서 자원이 마르면 플레이어는 특수 제트 부츠를 사용하여 동굴로 상승한다.
- 호위 임무: 오모란 하트스톤은 동굴 시스템의 끝에 위치하며, 대형 자율 드릴 로봇은 하트스톤으로 가는 길에 적들로부터 보호되어야 한다. 이어서 생존 시퀀스가 이어지며, 플레이어는 하트스톤의 코어를 추출하는 동안 드릴을 다시 보호해야 하며, 추출된 코어를 예금하여 추출해야 한다.
- 제거: 플레이어는 일반적인 글리피드 적의 보스 변종인 글리피드 드레드노트를 찾아 제거해야 한다.
- 산업 사보타주: 시즌 1 업데이트에서 추가된 이 미션에서는 플레이어가 대형 보안 로봇인 관리자의 방어막을 발전기를 해킹하여 비활성화한다. 이로 인해 관리자와의 다단계 전투가 시작되며, 파괴되면 보호하던 데이터 랙(기업 경쟁사의 소유)을 예금할 수 있다.[13]

각 미션 유형은 위험 수준이라고 불리는 6가지 난이도로 플레이할 수 있다. 각 레벨은 적 체력, 피해, 생성량 및 빈도를 증가시킨다. 미션은 또한 세 가지 미션 길이와 동굴 복잡성 수정자를 가질 수 있으며, 이는 플레이어에게 더 긴 목표를 제공하고 동굴을 더 크고 복잡하게 만든다. 미션에는 무작위로 할당되는 수정자가 최대 두 개까지 있을 수 있다. 이러한 수정자는 변칙과 경고의 두 가지 범주로 나뉘며, 변칙은 일반적으로 좋거나 중립적인 효과를 가지며, 경고는 부정적인 효과를 가지지만 이를 보상하기 위해 더 많은 경험치를 제공한다.
표준 미션 외에도 딥 다이브 및 엘리트 딥 다이브라고 불리는 두 가지 특별 미션 유형이 있다. 이 미션에서는 난이도가 상승하는 세 가지 미션의 무작위로 생성된 시퀀스가 생성되며, 생물군계, 미션 유형, 수정자 및 레이아웃은 거의 완전히 무작위이다. 세 미션 모두 연속적으로 완료해야 하지만, 세 미션 사이에는 자원이 이월된다. 크레딧 및 경험치 보상 외에도 플레이어는 무기 개조 및 꾸미기 아이템을 잠금 해제하는 데 사용되는 매트릭스 코어라는 특수 아이템을 받는다. 하지만 이는 매주 미션당 한 번만 수집할 수 있으며, 딥 다이브와 엘리트 딥 다이브를 모두 완료하면 총 6개의 코어를 얻을 수 있다.

## 개발
딥 락 갤럭틱은 고스트 십 게임즈에서 개발한 첫 번째 게임이다. 팀은 마인크래프트와 레프트 4 데드 모두에서 영감을 받았다고 말했으며, 레프트 4 데드의 문제점은 베테랑과 함께 플레이하고 싶은 신규 플레이어에게 불균형하다는 것이며, 경험에 상관없이 모든 팀원이 동등한 입장에 있는 게임을 디자인하고 싶었다고 말했다.
딥 락 갤럭틱은 2018년 2월 28일에 앞서 해보기에 진입했으며, 2020년 정식 출시 전까지 2년 동안 유지되었다. 고스트 십 게임즈는 앞서 해보기 모델을 사용하여 커뮤니티 피드백을 받아 어떤 기능을 우선 순위로 지정할지 결정했다. 로우 폴리 아트 스타일은 콘텐츠 추가 효율성을 위해 선택되었다. 개발에서 가장 어려웠던 부분은 절차적 세계 생성기를 만드는 것이었다. 딥 락 갤럭틱은 개발에 언리얼 엔진을 사용했으며 빠른 반복을 위해 엔진의 블루프린트 스크립트로 제작되었다.
게임의 정식 버전은 2020년 5월 13일에 출시되었다. 출시 후에도 게임은 계속 개발되어 새로운 생물군계, 장비 및 액세서리를 추가하는 간헐적 업데이트가 진행되고 있다. 2021년 11월 4일부터 고스트 십 게임즈는 테마별 시즌 업데이트로 콘텐츠를 출시하기 시작했다. 이는 새로운 적 유형을 중심으로 이루어지며 새로운 장비, 미션 및 꾸미기 아이템을 추가한다.

## 평가
딥 락 갤럭틱의 앞서 해보기 버전은 비평가들로부터 긍정적인 평가를 받았으며, 게임의 분위기와 도전적인 레벨에 대한 찬사가 많았다. 여러 비평가들은 게임 경험의 일부를 레프트 4 데드와 비교했다. 앞서 해보기 이후 딥 락 갤럭틱의 정식 버전은 리뷰 집계 사이트 메타크리틱에 따르면 "대체로 호의적인 평가"를 받았다.
Rock Paper Shotgun의 닉 루벤은 게임의 클래스 조합 방식에 대해 "각 클래스는 실행 가능하고 즐겁다"며 호평했다. 게임 인포머의 매트 밀러는 독특한 보조 목표가 게임에 위험/보상 역학을 부여하는 방식에 대해 칭찬했다. PC 게이머에 글을 쓴 필 이와니욱은 각 미션에 추출 단계가 가져오는 긴장감과 플레이어가 자신의 드워프를 커스터마이즈할 수 있도록 하는 지속적인 업그레이드를 즐겼다. IGN의 리아나 하퍼는 각 드워프의 독특한 능력과 로우 폴리 시각 스타일을 칭찬했지만, 연결 문제에 대해 비판하며 "5개의 미션 중 약 하나에서 다른 플레이어들이 심하게 지연되고 연결이 끊어지는 연결 문제를 겪었다"고 말했다.
고스트 십 게임즈는 딥 락 갤럭틱이 2021년 1월까지 200만 장 이상, 2021년 11월까지 300만 장, 2022년 6월까지 400만 장, 2023년 1월까지 550만 장, 2024년 1월까지 800만 장 판매되었다고 밝혔다.

### 수상
| 시상식                   | 날짜            | 부문                               | 결과 | 출처          |
| ------------------------ | --------------- | ---------------------------------- | ---- | ------------- |
| 사우스 바이 사우스웨스트 | 2021년 3월 20일 | 올해의 인디 게임                   | 수상 | [ 39 ] [ 40 ] |
| 사우스 바이 사우스웨스트 | 2021년 3월 20일 | 뛰어난 멀티플레이어                | 수상 | [ 39 ] [ 40 ] |
| 스팀 어워드              | 2023년 1월 3일  | 노동의 기쁨 상                     | 후보 | [ 41 ]        |
| 스팀 어워드              | 2024년 1월 2일  | 노동의 기쁨 상                     | 후보 | [ 42 ] [ 43 ] |
| Spilprisen               | 2024년 4월 30일 | 베스트 라이브 게임 - 프리미엄 게임 | 후보 | [ 44 ]        |

## 스핀오프
딥 락 갤럭틱: 더 보드 게임의 킥스타터는 2022년 초에 성공적으로 자금을 조달했다.
스핀오프 비디오 게임인 Deep Rock Galactic: Survivor가 2023년 3월에 발표되었다. 원작과 달리 이 게임은 뱀파이어 서바이버즈에서 영감을 받은 탑다운 슈터이며 Funday Games에서 개발했다. 2023년에 앞서 해보기로 출시되었다.
또 다른 스핀오프인 딥 락 갤럭틱: 로그 코어가 2023년 10월에 발표되었다. 원작과 마찬가지로 협동 절차 생성 1인칭 슈팅 게임이 될 예정이지만, 표준 진행 방식 대신 로그라이트 요소를 포함하여 혹세스 핵심 구역 내 채굴 활동 손실을 조사하는 4인 드워프 분대에 초점을 맞춘다.